# Latanoctua
Latanoctua là một chi bướm đêm thuộc họ Noctuidae.